# Померания (барк)
«Померания» (нем. Pommern, первоначально «Mneme» (1903—1908), парусник-винджаммер, четырёхмачтовый барк, построен в 1903 г. в Глазго на верфях «J. Reid & Co», один из «летучих П-лайнеров», знаменитых парусных судов германской судоходной компании «F. Laeisz». К этой же категории судов относится барк «Крузенштерн» («Падуя»).
Позднее барк перешёл к Густаву Эриксону из Мариехамна, Аландские острова. Использовался для перевозки зерна из Австралии в Англию и Ирландию до начала II мировой войны. После войны поставлен на стоянку в Мариехамне в качестве судна-музея, ныне принадлежит Аландскому морскому музею и стоит на якоре в западной гавани Мариехамна. Частью экспозиции является коллекция фотографий обычного моряка Питера Карни, сделанных в 1933 г. и отражающих драматизм жизни команды парусного судна, огибающего мыс Горн.
«Померания» имел репутацию счастливого судна: он пережил две мировые войны, потеряв лишь несколько членов команды. Дважды, в 1930 и 1937 гг., выигрывал «Большие зерновые гонки». Сейчас это одна из главных достопримечательностей Аландских островов.